# Културни национализам
Културни национализам је национализам у којем је нација дефинисана заједничком културом и заједничким језиком, а не концептима заједничког порекла или расе. Нема тенденцију да се манифестује у независним покретима већ је обично умерена позиција унутар ширег спектра националистичке идеологије. Умерене позиције у фламанском или хиндуистичком национализму могу бити „културни национализам”, док ти исти покрети укључују и облике етничког национализма и националног мистицизма. Чланство у нацији није ни сасвим добровољно, не може се одмах стећи култура, нити наследно, деца чланова се могу сматрати странцима ако су одрасла у другој култури. Дакле, ако је особа из нације, али је њено дете одрасло у другој култури, онда се, упркос националности те особе, сматра да је њено дете из националности културе у којој је одрасло и мора да научи културу свог родитеља да би били припадник националности свог родитеља иако је његов родитељ држављанин њихове нације. Дакле, културна националност се не постиже кроз држављанство као у грађанском национализму.